# Les Reed (muzikant)
Leslie David Reed (Woking, 24 juli 1935 – Petersfield, 15 april 2019) was een Britse songwriter, arrangeur, muzikant en orkestleider.
Veel nummers schreef hij samen met collega's, waaronder Gordon Mills, Barry Mason en Geoff Stephens, Roger Greenaway en Roger Cook.
Reed schreef mee aan ongeveer zestig hitsingles en is als songwriter vooral bekend van "It's Not Unusual", "Delilah", "The Last Waltz" en "Man of Action". Zijn liedjes wonnen een aantal gouden platen en Ivor Novello Awards. 

## Biografie
Reed werd geboren in Woking waar hij ook opgroeide. In zijn jeugd leerde hij meerdere instrumenten te bespelen. Hij studeerde aan het London College of Music. Tijdens zijn militaire dienst speelde hij piano en klarinet in de Royal East Kent Military Band. In 1959 trad hij toe tot The John Barry Seven als hun pianist.
Halverwege de jaren zestig begon Reed een succesvol samenwerking op songwriting-gebied met Geoff Stephens. Samen schreven ze hits als "Tell Me When" voor The Applejacks, "Here It Comes Again" voor The Fortunes, "Leave a Little Love" voor Lulu, en "There's a kind of hush" voor Herman's Hermits. 
In 1964 schreef Reed "It's Not Unusual" met Tom Jones' manager Gordon Mills. Reed arrangeerde ook het nummer en speelde piano op de opname. Dit werd Jones debuutsingle en leverde een nummer 1 in de UK Singles Chart op. 
Rond deze tijd ging Reed ook met Barry Mason samen werken. Ze schreven voor Kathy Kirby "I'll Try Not to Cry", bedoeld als Britse inzending van 1965 voor het Eurovisiesongfestival. Uiteindelijk deed Kirby met het nummer "I Belong" mee. In 1967 schreven ze "Everybody Knows" van The Dave Clark Five en een jaar later hadden ze weer succes met Tom Jones met het nummer "Delilah". Reed en Mason schreven ook "The Last Waltz", een Britse nummer één van Engelbert Humperdinck.
In 1968 scoorde het duo opnieuw een Britse nummer 1-hit met Des O'Connors opname van "I Pretend". Datzelfde jaar werd "I've Got My Eyes on You", geschreven door Reed en Jackie Rae, opgenomen door Petula Clark, Ray Conniff, P.J. Proby en The Vogues. 
In 1970 nam het orkest van Reed "Man of Action" op. Dit nummer werd tot 1974 gebruikt als thema voor de Nederlandse zeezender Radio Noordzee Internationaal. Engelbert Humperdinck scoorde in 1971 een nieuwe Britse nummer één hit met het Reed/Rae-nummer "When There's No You". In 1972 schreef Reed mee aan het nummer "Marching On Together", het 'volkslied' van Leeds United. 
De liedjes van Reed zijn verder opgenomen door onder meer Elvis Presley, Shirley Bassey en Bing Crosby. 
Reed schreef en arrangeerde ook de filmmuziek voor een aantal films, waaronder The Girl on a Motorcycle (1968), The Bushbaby (1969), One More Time (1970), George and Mildred (1980), Creepshow 2 (1987) en Parting Shots (1999). Daarnaast componeerde Reed muziek voor musicals, waaronder The Magic Show, American Heroes en And Then I Wrote. Met zijn eigen orkest, het Les Reed Orchestra, heeft reed in de jaren '60 en '70 meerdere opnames uitgebracht. 

## NPO Radio 2 Top 2000
| Nummer met noteringen in de NPO Radio 2 Top 2000 | '00  | '01  | '02  | '03  |
| ------------------------------------------------ | ---- | ---- | ---- | ---- |
| Man of Action                                    | 1510 | 1563 | 1821 | 1704 |

1. ↑  Een vetgedrukt getal geeft de hoogste notering aan.
2. ↑  2000 was het eerste jaar met een notering voor dit nummer.
3. ↑  Deze tabel is bijgewerkt tot en met de laatste editie (2024).